# Giovanni Verucchi
Giovanni Celeste Verucchi (Montese, 6 aprile 1936) è un ex ciclista su strada italiano, professionista dal 1957 al 1961, in carriera non riuscì a cogliere alcun successo, anche se lo sfiorò nella Tre Valli Varesine 1959 (battuto in una volata a 2 da Dino Bruni); da ricordare anche il quarto posto al Giro dell'Emilia 1961.

## Piazzamenti

### Grandi Giri
- Giro d'Italia

1961: 68º

### Classiche monumento
- Milano-Sanremo

1959: 98º
1961: 92º
- Giro di Lombardia

1959: 21º
1960: 20º
1961: 35º